# Carol Gluck
Carol Gluck (* 12. November 1941 in Chicago, Illinois) ist eine US-amerikanische Historikerin und Japanologin. Sie ist Professorin an der Columbia University für Geschichte und ostasiatische Sprachen und Kultur.
Gluck studierte am Wellesley College mit dem Bachelor-Abschluss 1962 und wurde 1977 an der Columbia University promoviert, an der sie später Professorin wurde. Sie ist am Weatherland East Asian Institute und leitet dort das Ostasien-Programm.
Sie war Gastprofessorin an der Universität Tokio, der Universität Venedig, der Harvard University und der École des hautes études en sciences sociales in Paris.
Sie befasst sich mit japanischer Geschichte des 19. und 20. Jahrhunderts, globaler Geschichte des 20. Jahrhunderts, Beziehungen der USA zu Ostasien und Geschichtsschreibung und öffentlichem Bewusstsein besonders zum Zweiten Weltkrieg in Japan.
Sie ist Mitglied der American Academy of Arts and Sciences (gewählt 1991) und seit 2003 der American Philosophical Society. 2006 erhielt sie den japanischen mittleren Orden der Aufgehenden Sonne am Band. 2014 wurde sie Professorin auf dem Cleveringa-Lehrstuhl der Universität Leiden.

## Schriften
- Japan’s modern myths: ideology in the late Meiji period, Princeton University Press 1985
- Herausgeberin mit Anna Tsing: Words in Motion: Toward a Global Lexicon, Duke University Press, 2009
- Thinking with the Past: Modern Japan and History, University of California Press  2013
- Rekishi de kangaeru (Denken mit Geschichte), Tokio: Iwanami 2007
- Herausgeber mit Ainslie T. Embree: Asia in western and world history : a guide for teaching, Armonk (New York): Sharpe 1997
- Herausgeberin mit Stephen R. Graubard: Showa: the Japan of Hirohito, Norton 1992
- Mitherausgeberin: Sources of Japanese tradition, mehrere Bände, Columbia University Press, ab 2006
- The End of Elsewhere: Writing Modernity Now, American Historical Review, Juni 2011